# Jenny Bengtsson
Jenny Eva Maria Bengtsson, född 7 december 1983 i Järfälla, är en svensk författare och fackföreningsledare. Hon är också ledarskribent för Dagens ETC och krönikör för Tidningen Arbetarskydd.
Bengtsson har varit ordförande i Hotell- och restaurangfackets avdelning Stockholm-Gotland, förbundets största avdelning, och ledamot i förbundsstyrelsen. Hon ställde upp i riksdagsvalet 2014 för Vänsterpartiet och valdes till ersättare. Hon ersatte tillfälligt Ali Esbati som ledamot och arbetsmarknadspolitisk talesperson från 12 maj 2016 till 27 juli 2016.
2017 började Bengtsson arbeta som arbetsmiljöinspektör på Arbetsmiljöverket.
Sommaren 2021 debuterade Bengtsson som författare med den självbiografiska boken Glöden i ögonen - Facklig kamp i medgång och motgång, utgiven på Verbal Förlag.